# Conoderus spurcus
Conoderus spurcus is een keversoort uit de familie kniptorren (Elateridae). De wetenschappelijke naam van de soort is voor het eerst geldig gepubliceerd in 1859 door Ernest Candèze.